# Rivière Haut-du-Cap
La rivière Haut-du-Cap est un cours d'eau qui coule dans le département Nord à Haïti. C'est un petit fleuve côtier qui a son embouchure en mer des Caraïbes dans la ville portuaire de Cap-Haïtien.

## Toponymie
La rivière Haut-du-Cap porte plusieurs noms en raison de son histoire et de sa géographie. D'abord, le nom Haut-du-Cap est celui d'un quartier de Cap-Haïtien que ce cours d'eau traverse. Ensuite, elle est nommée également rivière Mapou car l'une de ses sources est située au morne Mapou. Elle fut appelée également rivière Gallois car elle traverse le village Gallois et rivière Gallifet car elle passe également dans le village de Gallifet. Enfin en amont, son cours principal prend le nom de rivière Champion sur une dizaine de kilomètres depuis sa source principale.

## Géographie
Ce fleuve qui se jette dans l'océan Atlantique prend sa source dans le massif du Nord.

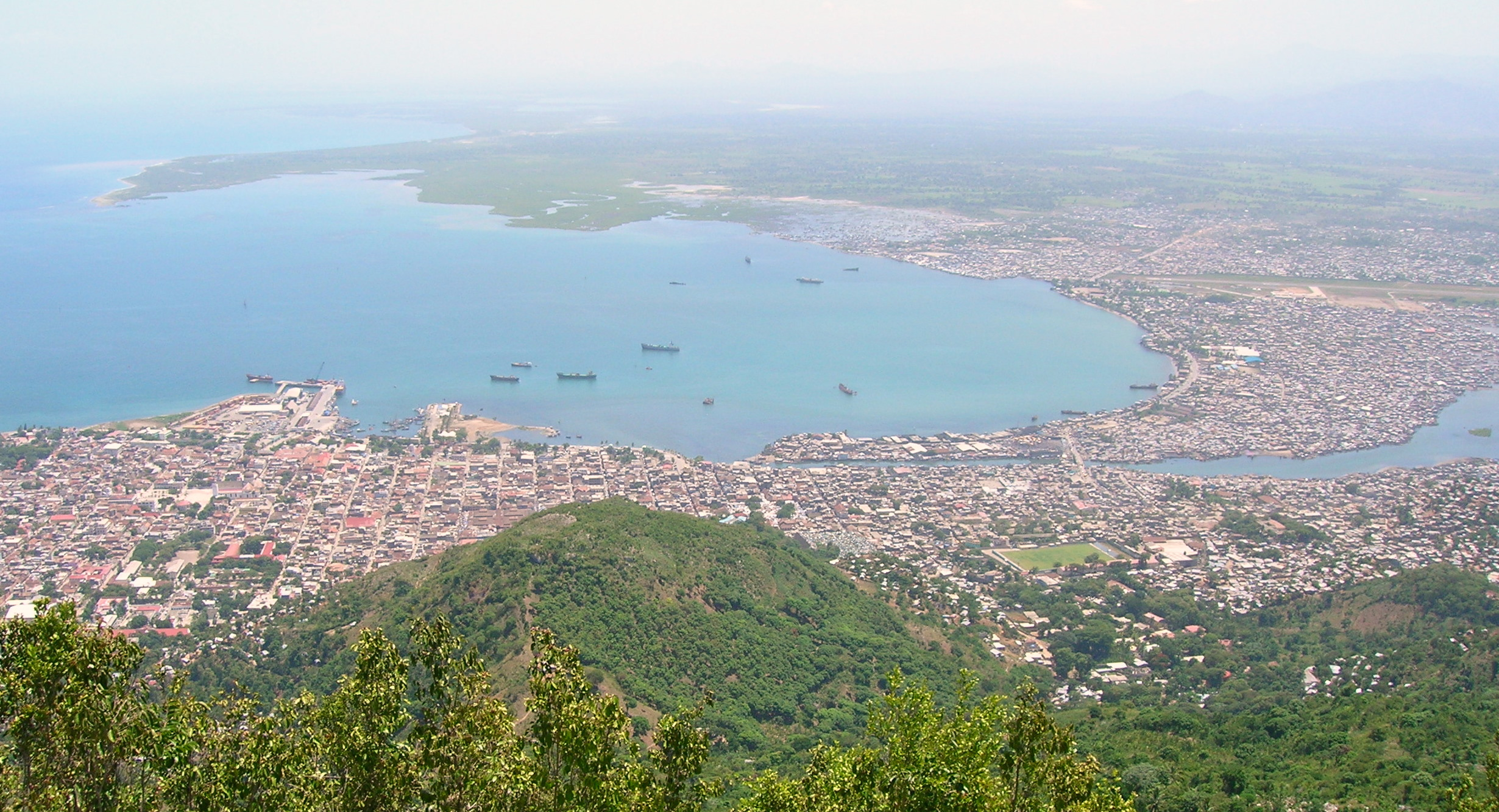
L'embouchure du fleuve Haut-du-Cap dans l'océan Atlantique au Cap-Haïtien.

Ce cours d'eau est formé de plusieurs affluents. La rivière prend le nom de rivière Champion à sa source située en contrebas de la citadelle La Ferrière à côté du morne Mapou. Parmi ses affluents, la ravine Passe-Coco qui rejoint le fleuve Haut-du-Cap par une sorte de delta à plusieurs branches, la rivière des Sables, la ravine Matte enfin la rivière Any Brios dont le cours passe sous la piste d'atterrissage de l'aéroport international de Cap-Haïtien et qui a sa confluence avec le fleuve Haut-du-Cap dans les faubourgs de la ville de Cap-Haïtien.
Ce fleuve à son embouchure dans l'océan Atlantique sur la commune de Cap-Haïtien près des docks portuaires. Elle forme, sur sa droite, une sorte de lac dénommé bassin Rodo, entouré de mangroves.
Lors de pluies torrentielles, la rivière Haut-du-Cap déborde et inonde les bas quartiers de Cap-Haïtien. Plusieurs raisons sont à l'origine de ces inondations. Ce cours d'eau est encombré de détritus, de vases et doit avoir un curage régulier et conséquent. De plus le déboisement des collines environnantes dû à l'urbanisation galopante de la seconde ville d'Haïti, entraîne un ravinement des montagnes entourant la cité et le ruissellement des eaux en torrents vers le lit du fleuve.